# Giro di Toscana 1950
Il Giro di Toscana 1950, ventiquattresima edizione della corsa, si svolse il 16 aprile 1950 su un percorso di 302 km. La vittoria fu appannaggio dell'italiano Gino Bartali, che completò il percorso in 9h29'00" precedendo i connazionali Primo Volpi e Giulio Bresci.
I corridori che presero il via da Firenze furono 137, mentre coloro che tagliarono il medesimo traguardo furono 44.

## Ordine d'arrivo (Top 10)
| Pos. | Corridore       | Squadra          | Tempo    |
| ---- | --------------- | ---------------- | -------- |
| 1    | Gino Bartali    | Bartali-Gardiol  | 9h29'00" |
| 2    | Primo Volpi     | Viscontea        | s.t.     |
| 3    | Giulio Bresci   | Bottecchia       | a 3'01"  |
| 4    | Luciano Maggini | Taurea           | a 5'40"  |
| 5    | Egidio Feruglio | Wilier Triestina | s.t.     |
| 6    | Leo Castellucci | Arbos            | a 6'31"  |
| 7    | Danilo Barozzi  | Cimatti          | s.t.     |
| 8    | Luciano Frosini | Legnano          | s.t.     |
| 9    | Andrea Carrea   | Bianchi-Ursus    | s.t.     |
| 10   | Giovanni Roma   | Bottecchia       | s.t.     |